# Standaardatmosfeer

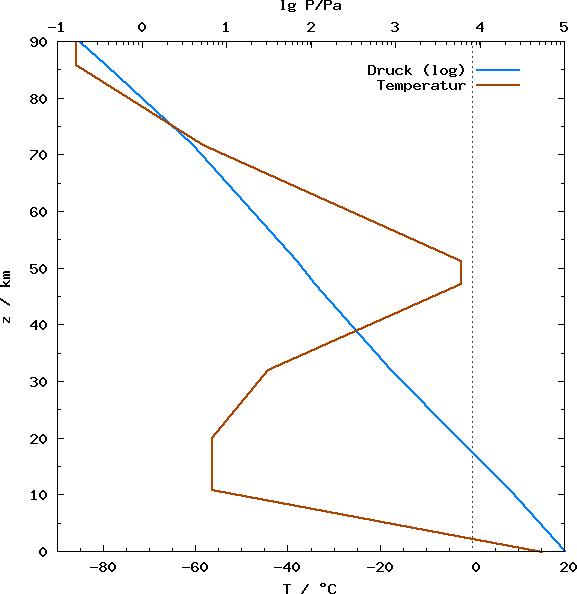
Temperatuur (bruin) en drukverloop (blauw) in de standaardatmosfeer

De standaardatmosfeer is een internationaal vastgelegd theoretisch model van de aardatmosfeer, waarbij de druk, temperatuur en luchtvochtigheid een vaste grootte hebben, afhankelijk van de hoogte boven het aardoppervlak. Daarmee liggen ook grootheden als de viscositeit en de dichtheid vast.
De Internationale Standaard Atmosfeer is vastgesteld door de internationale luchtvaartorganisatie ICAO. Met gebruik van de standaardatmosfeer kunnen bijvoorbeeld vliegprestaties van vliegtuigen van verschillende fabrikanten met elkaar vergeleken worden. Een voorbeeld is het brandstofverbruik bij Mach 0,8 op een hoogte van 20.000 ft. Het werkelijke brandstofverbruik is natuurlijk afhankelijk van onder andere de buitenluchttemperatuur.
In de standaard atmosfeer is het uitgangspunt: een druk van 1013,25 hectopascal op zeeniveau met een afname van 1 hectopascal per 27 ft in de troposfeer (de eerste 11 kilometer) en met een temperatuur van 288,15 K (15 °C) met een afname van 2°C per 1000 ft in de troposfeer.
Sinds de standaard verscheen in 1976 zijn er verschillende tabellen van de standaardatmosfeer op het internet te vinden.

## VS-Standaardatmosfeer 1976
Het verloop van de temperatuur met de hoogte is in onderstaande tabel weergegeven.
| geopot. hoogte h in m | geometr. hoogte z in m | temperatuur T in °C | luchtdruk p in hPa |
| --------------------- | ---------------------- | ------------------- | ------------------ |
| 0                     | 0                      | 15                  | 1013,25            |
| 11 000                | 11 019                 | -56,5               | 226,32             |
| 20 000                | 20 063                 | -56,5               | 54,75              |
| 32 000                | 32 162                 | -44,5               | 8,68               |
| 47 000                | 47 350                 | -2,5                | 1,11               |
| 51 000                | 51 413                 | -2,5                | 0,67               |
| 71 000                | 71 802                 | -58,5               | 0,395              |
| 84 852                | 86 000                 | -86,2               | 0,037              |